# De Tuinruimers
De Tuinruimers was een hoveniersprogramma op de Nederlandse televisiezender SBS6.
Rob Verlinden veranderde tijdens elke uitzending een tuin samen met zijn team, ook familie en kennissen van de tuineigenaars van de tuin hielpen mee de tuin te verbouwen. De tuineigenaars werden ergens anders ondergebracht.
Vanaf 2010 werd het programma uitgezonden onder de titel Robs grote tuinverbouwing.